# Sheloshet yemei hahagbala
Les sheloshet yemei hahagbala (hébreu : שלושת ימי ההגבלה « Les trois jours de la limitation » ou « de la restriction ») sont les trois jours précédant celui du don de la Torah et par conséquent, selon la tradition rabbinique, de la fête de Chavouot.
Ils sont considérés comme une période de joie et d’élévation spirituelle dans l’attente de la fête. Les coutumes de deuil de la période de l’omer n’y sont donc généralement pas observées.

## Les sheloshet yemei hahagbala dans les sources juives

### Dans la Bible hébraïque
Les jours de restriction sont, selon la Bible, prescrits par Dieu à Moïse après que le peuple ait affirmé sa volonté de recevoir la Loi : Dieu dit à Moïse d’enjoindre au peuple de « se tenir purs aujourd’hui et demain et de laver leurs vêtements, afin d’être prêts pour le troisième jour » car c’est en ce jour qu’Il descendra « à la vue du peuple entier, sur le mont Sinaï ». Il indique également une limite (hagbala) autour de la montagne qu’il est dépasser, sous peine de mort, à ceux qui n’ont pas été conviés sur la montagne. Outre Moïse, Aaron, Nadav, Avihou et les Anciens reçoivent ce privilège bien qu’ils doivent se tenir à une distance respectable, Moïse étant le seul à pouvoir approcher Dieu.
Descendant de la montagne afin de transmettre ces instructions, Moïse donne une prescription supplémentaire, la mitzvat prisha (prescription de séparation), précisant que « se tenir prêts pour le troisième jour » signifie « n’approchez pas d’une femme ».

### Dans la littérature des Sages
Les Sages enseignent que la peine de mort était applicable aux hommes, aux femmes et aux bêtes, quelles qu’elles soient ; un pourtour de sécurité fut établi autour de la montagne afin de l’empêcher. La sentence devait être, selon les Sages, prononcée par un sanhédrin de 23 juges.
Ils déduisent en outre divers enseignements de ces versets, notamment que la sanctification dont il est question ici est synonyme d’ablutions ou qu’une autorisation explicite est nécessaire pour permettre ce qui a été explicitement interdit car Dieu dit à Moïse, après le don de la Torah, de dire aux hommes de retourner à leurs tentes, c’est-à-dire vers leurs femmes. 
La conclusion principale est discutée dans la mishna Shabbat 9:3 et son développement dans la Guemara de Babylone : débattant de l’interprétation correcte d’Exode 19:15 (« Tenez-vous prêts pour le troisième jour, n’approchez point d'une femme »), les rabbins déterminent non seulement les modalités de la hagbala (restriction) mais aussi celle de la date du don de la Torah sur le mont Sinaï.
Tous les Sages s’accordent sur la date de la descente de Moïse du mont Sinaï (le 1er sivan) et sur le jour du don de la Torah (un chabbat). Cependant, Rabbi Yosse soutient que ce chabbat était un sept sivan tandis que les Sages affirment que c’était le 6 sivan. Quatre opinions s’affrontent :
- Rabbi Eleazar ben Azaria tire d’Exode 19:15 que la semence ressortant des entrailles d’une femme lors du troisième jour après son rapport sexuel ne la rend plus impure car elle a perdu tout pouvoir fécondant[8] ; par conséquent la hagbala a (selon lui) duré deux jours, été prescrite un jeudi et a pris fin au troisième jour à chabbat, le 6 sivan.
- Rabbi Ishmaël estime qu’il faut attendre trois jours entiers pour éliminer tout doute sur l’éventuelle impureté causée par la ressortie de la semence car cela peut prendre entre quatre et six onot (périodes de douze heures). La hagbala a donc duré trois jours, a été prescrite un mercredi et a pris fin le 7 sivan.
- Rabbi Akiva énonce quant à lui qu’au-delà de cinq onot, il n’y a plus lieu de craindre l’impureté ; la hagbala a donc duré cinq onot (deux jours et demi) et la Torah a été donnée au matin du 7 sivan. Rav Houna s’étonne de l’insistance de Rabbi Akiva à mentionner le matin car « Israël est saint et n’a pas de rapports le jour » mais Rava signale qu’ils peuvent en avoir s’ils sont dans une pièce sombre ou s’ils prennent soin d’assombrir la pièce[9] et, en ce cas, si l’on se fie à l’opinion de Rabbi Akiva, la Torah pourrait avoir été donnée à des personnes en état de tevoul yom (des personnes s’étant immergées pour se laver de leur impureté mais qui demeurent impurs jusqu’au soir). Plusieurs rabbins affirment que cela n’aurait pas posé de problème car « Israël, même tevoul yom, aurait été digne de recevoir la Torah », bien que cela ne fut pas le cas.
- Les Sages (représentant la majorité des avis) prescrivent six onot et cette opinion a force de loi.

L’essentiel de la divergence entre Rabbi Yosse et les Sages porte sur deux points :
- Rabbi Yosse estime que le mois d’iyar de l’année de la sortie d’Égypte a duré vingt-neuf jours tandis que selon les Sages, il en a duré trente.
- Les Sages déduisent d’Exode 19:10 (« aujourd’hui et demain ») que la restriction n’a été prescrite que deux jours, le troisième étant celui du don de la Torah tandis que selon Rabbi Yosse, Moïse aurait ajouté un jour et Dieu l’aurait agréé[10].

La controverse a été décidée en faveur de Rabbi Yosse : la Torah aurait été donnée le 7 sivan de cette année et il faut observer trois jours de restriction ; toutefois, tous les Sages s’accordent sur le fait que la Torah a été donnée à Chavouot et comme la date de cette fête a été fixée dans le calendrier de Hillel II au 6 sivan, c’est en ce jour que le don de la Torah est commémoré et que les trois jours de restriction prennent fin.

### Dans la littérature médiévale et ultérieure
Bien que prescrite à Moïse sur le Sinaï et décrite dans la Mekhilta comme une prescription négative, la hagbala ne figure au nombre des 613 commandements car elle ne s’est, par définition, appliquée qu’aux trois jours précédant le don de la Torah. 
Un usage se développe d’abord parmi les Juifs rhénans de restreindre la tristesse en ces jours, en omettant le tahanoun (office de supplications) et le jeûne même dans les communautés sévèrement atteintes par les persécutions lors des croisades. Il est ensuite étendu aux coutumes de deuil de la période de l’omer.

## Observance des sheloshet yemei hahagbala
Il est de coutume dans toutes les communautés ashkénazes d’interdire le jeûne et le deuil lors des trois jours précédant Chavouot ; beaucoup le font déjà lors de la néoménie car le 2 sivan, précédant directement les sheloshet yemei hahagbala, est lui-même un jour particulier, au cours duquel les Hébreux campant au pied du mont Sinaï se déclarèrent prêts à accepter la Torah comme une seule personne. La plupart des communautés permettent de se couper les cheveux et de se marier en ces jours pour autant que l’on ait déjà observé trente-trois jours de deuil (inversement, ceux qui n’observent les coutumes de deuil de l’omer qu’à partir de la néoménie d’iyar ne peuvent y mettre fin avant Chavouot). Certaines communautés plus strictes interdisent en outre de se marier le 3 sivan qui est le premier des trois jours de hagbala. 
Par ailleurs, afin d’atteindre un niveau de spiritualité digne du don de la Torah, certains s’abstiennent de conversations inutiles et se consacrent à l’étude de la Torah.